# Teleliüi
Teleliüi (en rus: Телелюй) és un poble de l'óblast de Lípetsk, a Rússia, que el 2013 tenia 284 habitants. Pertany al districte rural de Griazi.